# Bis (band)
Bis is een Schotse popband, opgericht in 1994 door Steven Clark (Sci-fi Steven), John Clark (John Disco), en Amanda MacKinnon (Manda Rin), en uit elkaar gegaan in 2003. In 2007 waren ze een korte periode weer bij elkaar voor een serie concerten.

## Geschiedenis
De drie muzikanten vormden Bis in 1994, toen Manda en John nog op secondary school zaten en Steven daar net klaar mee was. Ongeveer een jaar later hadden ze een optreden bij Top of the Pops waar ze "Kandy Pop" van hun ep Secret Vampire Soundtrack speelden. Dit was het eerste optreden van een band die niet bij een platenmaatschappij onder contract stond bij Top of the Pops. Bis had een paar singles die bijna in de UK Singles Chart kwamen. Het nummer "Eurodisco" van het album Social Dancing was het grootste succes voor de band.
De naam van de band, rijmend op 'this', komt van "Black Iron Skyline", een bandje waar John en Steven eerder bij speelden.

## De weg naar bekendheid
De band stond eerst onder contract bij het label Chemikal Underground uit Glasgow, geleid door The Delgados. Dit werd al snel ingeruild voor Wiiija waar onder andere Cornershop onder contract stond. In Amerika werden hun cd's uitgebracht door het underground-label K Records en op het label van de Beastie Boys, Grand Royal. Ze toerden intensief door  Engeland en daarbuiten. De muziek van de band heeft vele invloeden. Dit is goed te zien aan de diversiteit van de bands waarmee BIS op het podium stond. Bands zoals Pavement, Garbage, Luscious Jackson, maar ook de Foo Fighters en Gary Numan.
In Amerika werden ze vooral bekend door de eindtune van de tekenfilmserie The Powerpuff Girls. Hun nummer "Detour" werd ook regelmatig gedraaid op de radio. Ze hadden ook een korte periode van groot succes in Japan. Ze verkochten bijna 100 000 stuks van hun debuutalbum in de eerste week van uitbrengen.
Het nummer "Statement Of Intent" van Bis zit in het spel Jet Set Radio Future. Bis speelt ook in geanimeerde vorm in de CBBC-kindertekenfilm BB3B.

## Einde en verdere projecten
De band stopte in 2003. Ze speelden hun laatste show bij King Tut's Wah Wah Hut. Ze bleven alle drie actief in de lokale muziekscene. Steven en John spelen in de band Dirty Hospital en Manda werd dj bij een lokale radiozender. Manda speelde tevens in The Kitchen, terwijl John ook in de ska-band The Amphetameanies speelde (met bandleden van Belle & Sebastian en Pink Kross).
In 2005 werd op de officiële Bis website bekendgemaakt dat ze een nieuwe band geformeerd hadden, genaamd data Panik, met Stuart Memo op basgitaar en drummer Graham Christie. Na twee 7"-singles uit te hebben gebracht ging de band nogmaals uit elkaar.
In 2006 werkte Manda Rin aan solomateraal.
Om het tienjarig bestaan van het uitbrengen van hun debuutalbum The New Transistor Heroes te vieren kwam Bis in april 2007 voor drie shows in Glasgow, Manchester, en Londen weer bij elkaar. Een greatest-hits-compilatie-cd genaamd We are Bis from Glasgow, Scotland werd uitgegeven om de shows te ondersteunen.

## Discografie

### Albums
- The New Transistor Heroes (1997, Wiiija, Grand Royal Records/Capitol & Tristar/Sony Records)
- Social Dancing (1999, Wiiija, Grand Royal Records/Capitol & V2)
- Play Some Real Songs: the Live Album (2001)
- Return To Central (2001, spinART, Apex & Tilt)

### Compilatie-cd's
- Icky-Poo Air Raid (1997, Rock)
- Intendo (1998, Grand Royal Records)
- I Love Bis (2001)
- Plastique Nouveau (2002, spinART)
- We are Bis from Glasgow, Scotland (2007, Cherry Red)

### Ep's
- Transmissions on the Teen-C Tip! (1995, Acuarela)
- Disco Nation 45 (1995, Chemikal Underground)
- The Secret Vampire Soundtrack (1996, Chemikal Underground)
- Bis vs. the D.I.Y. Corps (1996, teen-c recordings)
- Atom-Powered Action! (1996, Wiiija)
- This Is Teen-C Power! (1996, Grand Royal Records)
- Techno Disco Lovers (1998, V2 & PIAS)
- Music For A Stranger World (2001, Wiiija, Lookout! Records & V2)
- fukd i.d. (2001, Chemikal Underground)
- Fact 2002 (2001, Optimo Singles Club and Other Related Recordings)
- Plastique 33 (2002, spinART)

### Singles
- "Sweet Shop Avengerz" (1997, Tristar/Sony Records) - (1997, Wiiija)
- "Everybody Thinks That They're Going To Get Theirs" (1997, Wiiija & Shock) - (1997, Tristar/Sony Records)
- "Tell It To The Kids" (Japan)
- "Kid Cut" (demo) (1997)
- "Eurodisco" (1998, Wiiija, Grand Royal Records/Capitol Records)
- "Action & Drama" (1999, Wiiija, Shock)
- "Detour" (1999, Wiiija & Grand Royal Records
- "What You're Afraid Of" (2001, spinART)
- "Protection" (2001, Tilt)
- "The End Starts Today" (2002, Artful)

### Splits
- Heavenly/Bis split (1996, K Records)
- Lugworm/Bis split (1997, Guided Missile)
- Bis/The Apples in Stereo split (2000, Rhino Records)

### Verzamelalbums met meerdere artiesten (selectie)
- Songs About Plucking (1996, Fierce Panda)
- The Smiths is dead (1996, Small Records)
- Random (1997, Beggars Banquet Records)
- At Home with the Groovebox (2000, Grand Royal Records)
- Powerpuff Girls: Heroes and Villains (2000, Rhino Records)